# Хун
Хун (ісп. Jun) — муніципалітет в Іспанії, який знаходиться у складі автономної спільноти Андалусія у провінції Гранада. Населення — 3355 осіб (2010).
Муніципалітет розташований на відстані близько 360 км на південь від Мадрида, 5 км на північ від Гранади.

## Демографія
Динаміка населення (INE ):

## Галерея зображень

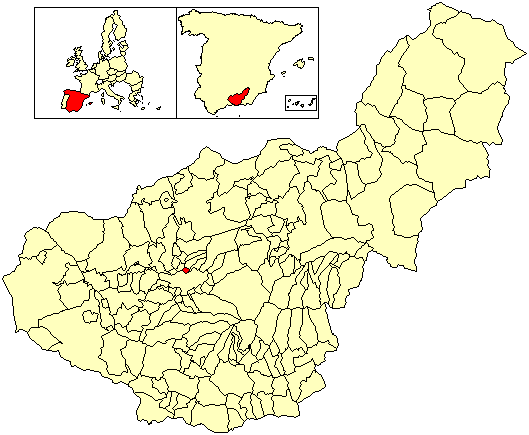
Розташування муніципалітету у провінції Гранада